# Mason Aguirre
Mason Singer Aguirre (Duluth, 10 de noviembre de 1987) es un deportista estadounidense que compitió en snowboard, especialista en la prueba de halfpipe.
Consiguió dos medallas en los X Games de Invierno. Participó en los Juegos Olímpicos de Turín 2006, ocupando el cuarto lugar en el halfpipe.

## Medallero internacional
| \| X Games de Invierno \| X Games de Invierno \| X Games de Invierno \| X Games de Invierno \| \| Año \| Lugar \| Medalla \| Prueba \| \| ------------------- \| ---------------------- \| ------------------- \| ------------------- \| \| 2006 \| Aspen (Estados Unidos) \| Medalla de plata \| Superpipe \| \| 2007 \| Aspen (Estados Unidos) \| Medalla de bronce \| Superpipe \| |                        |                   |           |
| X Games de Invierno |                        |                   |           |
| Año | Lugar                  | Medalla           | Prueba    |
| 2006 | Aspen (Estados Unidos) | Medalla de plata  | Superpipe |
| 2007 | Aspen (Estados Unidos) | Medalla de bronce | Superpipe |